# Diffamazione
Per diffamazione, in diritto, s'intende una condotta mirante a offendere e/o screditare la reputazione di una persona.
Nella maggioranza degli Stati del mondo, è considerata un delitto punito dal codice penale, ma comporta anche la condanna a un risarcimento civile. La diffamazione può anche coesistere con una lesione del diritto alla riservatezza della vita privata, da contemperare al diritto alla libertà di espressione dei fatti veritieri.

## Storia
Nel diritto romano si distingueva una diffamazione verbale da una scritta: quest'ultima produsse un'apposita previsione incriminatrice quando ci fu il proliferare di libelli famosi, scritti che ledevano l'onorabilità. L'imperatore Costantino intervenne in tema di scritti denigratori anonimi e, nel Codice teodosiano, il libellus famosus era punito con la pena della deportazione.
Ne derivò la denominazione di libel, in uso in molti paesi di Common law.

## Nel mondo
In quasi tutti gli ordinamenti giuridici si ha diffamazione se quanto asserito è falso, e spetta all'accusa dimostrare tale falsità. In altri, come quello italiano, ciò non è richiesto e solo in casi molto limitati è, viceversa, la difesa che ha la facoltà di discolparsi dimostrando la verità delle asserzioni ritenute diffamatorie.

### Francia
Nel diritto francese la diffamazione è regolata dall'art. 29 della legge 29 luglio 1881 e viene definita come l'allegazione o l'imputazione di un fatto che porta lesione dell'onore o della considerazione della persona offesa.
Tutte le allegazioni o imputazioni di un fatto che porta attentato all'onore o alla considerazione della persona o del corpo al quale il fatto è attribuito è una diffamazione. La pubblicazione diretta o come riproduzione di questa allegazione o di questa imputazione è punibile anche se fatta in forma dubitativa o se colpisce una persona o un corpo non espressamente nominato ma di cui l'identificazione è resa possibile...
Tutte le espressioni di oltraggio, termini di disprezzo o invettive senza l'attribuzione di un fatto specifico sono invece ingiurie.
Non è necessario che il proposito sia calunnioso per rientrare sotto l'ambito della legge: la presentazione dei fatti può essere ingannevole. Per esempio dei fatti esatti citati fuori del contesto possono essere di natura tale a recare offesa alla reputazione di una persona.
Pertanto mentre il diritto italiano pone la discriminante tra presenza o assenza dell'offeso, quello francese lo pone nell'imputazione di un fatto preciso o nella mera espressione di invettiva.

### Italia
Nell'ordinamento giuridico italiano, è un delitto contro l'onore ed è definita come l'offesa all'altrui reputazione, comunicata a più persone con la parola, lo scritto ed ogni altro mezzo di comunicazione. A differenza dell'illecito di ingiuria di cui all'art. 594 c.p., il delitto di diffamazione può essere consumato solo in assenza della persona offesa.
Il bene giuridico tutelato dalla norma è la reputazione intesa come l'immagine di sé presso gli altri. L'analisi testuale della norma consente di risalire ai suoi elementi strutturali: l'offesa all'altrui reputazione, intesa come lesione delle qualità personali, morali, sociali, professionali, etc. di un individuo; la comunicazione con più persone, laddove l'espressione "più persone" deve intendersi senz'altro come "almeno due persone"; l'assenza della persona offesa, da intendersi secondo la più autorevole dottrina come l'impossibilità di percepire l'offesa .
L'articolo 595 del codice penale italiano prevede il reato di diffamazione: "Chiunque, fuori dei casi indicati nell'articolo precedente, comunicando con più persone, offende l'altrui reputazione, è punito [c.p. 598] con la reclusione fino a un anno o con la multa fino a euro 1.032". L'articolo inoltre specifica che la diffamazione si configura solamente quando ci si rivolge a più di una persona. In questo senso l'art. 595 c.p. rappresenta un limite al diritto di manifestazione del pensiero, poiché il diritto alla tutela dell'onore è prevalente rispetto alla libertà di espressione.

### Stati Uniti
Negli USA la diffamazione è "the communication of a statement that makes a false claim, expressively stated or implied to be factual, that may harm the reputation of an individual, business, product, group, government or nation"  ovvero dire qualcosa di falso e di dannoso per la reputazione altrui, spacciandolo per un dato di fatto. Chi dice il vero, o esprime opinioni personali, non fatti, non può essere condannato per diffamazione.
La sezione 230 del Communications Decency Act (CDA) del 1996, poi, fornisce l'immunità dalla responsabilità per i fornitori e gli utenti di un "servizio informatico interattivo" che pubblica informazioni fornite da utenti terzi: in questo modo si è aperto un vivace dibattito sulle protezioni che indirettamente la norma appresterebbe ai discorsi d'odio, a quelli diffamatori ed agli articoli che esprimono pregiudizi ideologici sui social network.

### Svizzera
In Svizzera la diffamazione è punita dall'art. 173 del codice penale svizzero.

## Nell'arte
La celeberrima aria de Il barbiere di Siviglia segue l'accezione per la quale, in alcuni ordinamenti e nell'uso letterario, la diffamazione ha come sinonimo calunnia.